# Velocity (software)
Velocity è un software di video editing professionale per Windows.

## Storia
Creato originariamente da Star Media Systems con il nome di Video Action NT, il software divenne dpsVelocity nel 1999, quando, in occasione del debutto della scheda dpsReality all'IBC del 1999, al programma fu dato il nome di dpsVelocity v.7.0. Successivamente, con l'acquisizione da parte di Leitch, il nome fu semplificato in Velocity, e sono apparsi dei suffissi ad identificare i sottomodelli venduti in accoppiamento a schede differenti: Velocity2D era la versione con Reality2D, Velocity3D con Reality3D, VelocityQ con Quattrus, VelocityHD con Altitude. Successivamente il produttore ha introdotto VelocityX, VelocityESX e VelocityXNG per identificare versioni di software non vincolati a schede hardware.

## Proprietà
La proprietà del software è variata molte volte per una serie di acquisizioni aziendali. La prima fu quella operata dalla Canadese DPS Digital Processing Systems, che fu a poi volta acquisita dalla Leitch nel 2001  che fu a sua volta acquisita dalla Harris nel 2004. Nel 2012 la Harris ha ceduto il ramo d'azienda che include Velocity al "The Gores Group" , che si chiama ora Harris Broadcast.